# Lembá
Pour les articles homonymes, voir Lemba.
Lembá est une localité de Sao Tomé-et-Principe située sur la côte ouest de l'île de São Tomé, dans le district de Lembá, au sud de Santa Catarina. C'est une ancienne roça.

## Population
Lors du recensement de 2012, 395 habitants y ont été dénombrés.

## Roça
C'est l'une des roças les plus isolées de l'île. Il subsiste la maison du régisseur.